# Батлфорд
Батлфорд (англ. Battleford) — город в Саскачеване (Канада). Основан в 1875 году как торговая фактория и первый постоянный пост Северо-Западной конной полиции. На следующий год Батлфорд стал столицей Северо-Западных территорий и сохранял эту роль до 1883 года, когда столица была перенесена в Реджайну.

## География
Батлфорд расположен в провинции Саскачеван у слияния рек Норт-Саскачеван и Батл, в 138 км к северо-западу от Саскатуна. Расположенный рядом город Норт-Батлфорд связан с южными районами провинции веткой Канадской северной железной дороги. Площадь города, согласно переписи населения 2021 года, 23,3 км².

## История
Батлфорд был основан в 1875 году. В это время он представлял собой одновременно пункт скупки пушнины и первый постоянный опорный пост Северо-Западной конной полиции. В 1876 году Батлфорду был присвоен статус административного центра Северо-Западной территории, на тот момент полностью или частично включавшей современные провинции Манитоба, Саскачеван, Альберта, а также собственно Северо-Западные территории. Было предпринято строительство большого административного комплекса, включавшего здание правительства.
Благодаря положению административного центра Батлфорд пережил период быстрого экономического роста, но в 1883 году функции столицы были переданы расположенной южнее Реджайне. Канадская тихоокеанская железная дорога, которая должна была по первоначальным планам пройти через Батлфорд, прошла через Реджайну, и прежняя столица осталась в стороне от главной коммерческой магистрали. В марте-апреле 1885 года Батлфорд оказался затронут военными действиями в ходе Северо-Западного восстания. Около пятисот его жителей были вынуждены три недели укрываться в одноимённом форте — опорном пункте конной полиции, а их дома были разграблены воинами кри из племени Паундмейкера. Эти события отрицательно повлияли на дальнейшее развитие Батлфорда.
В 1904 году Батлфорд официально получил статус города (англ. town). Однако ветка Канадской северной железной дороги, проложенная в этот регион к 1905 году, оставила бывшую столицу в стороне. Рядом с железной дорогой был основан новый населённый пункт — Норт-Батлфорд, в дальнейшем вместе с более ранним поселением ставший функциональным центром региона.

## Население
Согласно переписи населения 2021 года, в Батлфорде проживали 4400 человек — убыль на 0,7 % по сравнению с 2016 годом. Плотность населения составляла около 190 чел/км. Медианный возраст жителей составлял 41,6 года; 20 % населения составляли дети и подростки в возрасте до 14 лет включительно, 21,5 % — люди пенсионного возраста (65 лет и старше)<ref name="Census21">.
15 % населения в 2021 году имело аборигенные корни (из этого количества примерно 3/4 составляли индейцы и 1/4 — канадские метисы). Иммигранты составляли около 5 % населения (наибольшее число — из Великобритании и Филиппин). Для почти 90 % жителей родным языком является английский.
Средний размер домохозяйства по данным на 2021 год составлял 2,4 человека, средний размер семьи — 2,8 человека; почти 2/3 домохозяйств состояли из 1—2 человек, лишь в 8 % домохозяйств было 5 и более человек. Более 60 % жителей в возрасте старше 15 лет состояли в официальном или неформальном браке, ещё 6,5 % были вдовыми. Около 11% были официально разведены или проживали раздельно, формально состоя в браке. Более половины из семейных пар не имели детей, в семьях с детьми в среднем было по 1,9 ребёнка. Насчитывалось 215 семей с единственным родителем.